# Windows Live Mail
Windows Live Mail var ett e-postprogram utgivet av Microsoft som en del av deras Windows Live-produkter. 
Windows Essentials 2012, inklusive Windows Live Mail 2012, slutade stödjas den 10 januari 2017 och är inte längre tillgänglig för nedladdning från Microsoft. Vid nedläggningen stödde programmet Windows 7, Windows Server 2008 R2 och Windows 8, och var även kompatibelt med Windows 10.

## Historia
Microsoft meddelande 2008 att Windows Mail, som medföljt Windows Vista, kom att ersättas av Windows Live Mail i Windows 7. Windows Live Mail fanns dock inte förinstallerat i Windows 7 utan fanns att hämta gratis via Internet, på så sätt skulle användarna lättare kunna skäddarsy datorupplevelsen efter egna behov och minska operativsystemets storlek.

### Versionshistorik
| Version               | Datum             | Not                                               |
| --------------------- | ----------------- | ------------------------------------------------- |
| Version 12 (Wave 2)   | 6 november 2007   | Första versionen                                  |
| Version 2009 (Wave 3) | 8 januari 2009    |                                                   |
| Version 2011 (Wave 4) | 30 september 2009 | Ej längre stöd för Windows XP                     |
| Version 2012 (Wave 5) | 7 augusti 2012    | Ej längre stöd för Windows Vista, sista versionen |